# Verein Deutscher Ingenieure
Verein Deutscher Ingenieure (VDI) (em português: Associação dos Engenheiros Alemães) é uma organização com mais de 150 mil engenheiros e cientistas naturais. Estabelecida em 1856, a VDI e atualmente a maior associação de engenheiros da Europa Ocidental.

## Presidentes
- Carl von Linde (1904–1905)[1]
- Oskar von Miller (1912–1914)[2]
- Fritz Todt (1939–1942)
- Hans Bluhm (1947–1952)[3][4]
- Hans Schuberth (1953–1956)
- Gerhard Wilhelm Becker (1978–1982)[5]
- Karl Eugen Becker (1983–1988)[6][7]
- Joachim Pöppel (1989–1991)[6]
- Klaus Czeguhn (1992–1994)[8]
- Hans-Jürgen Warnecke (1995–1997)[8]
- Hubertus Christ (1998–2003)
- Eike Lehmann (2004–2007)
- Bruno Otto Braun (2007-2012)
- Udo Ungeheuer (2013-2018)[9]
- Volker Kefer (desde janeiro de 2019)[10]

## Associados
Em 2013 a VDI tinha mais de 150 mil membros registrados.